# Renault 20/30
O Renault 20/30 são modelos de automóveis executivos produzidos pela Renault de 1975 a 1984. Cujo Renault 30 substituindo o Renault 16, seus rivais era os Peugeot 504, Peugeot 505, Opel Rekord e Fiat 132, cujas virtudes eram a Segurança passiva além do conforto e do comportamento rodoviário, sendo seu vilão a qualidade do seu acabamento, venderam bem na França  tendo vendido 160.193 unidades do Renault 30, e não muito bem no mercado exterior devido a sua carroceria de 5 portas e também de um motor V6 fraco,  juntos venderam 782 668 unidades.

## historia
A Renault inicialmente desejava construir dois carros distintos, um substituto para o Renault 16 e outro para ser high-end, planos esses que tiveram que ser abortado devido ao inicio da crise de 1973, obrigando a fabricante francesa a desenvolver um único carro e diversificando em dois modelos o Renault 20 e o seu irmão Renault 30, para suprimir o problema.
O primeiro da gama a chegar foi o Renault 30 em Março de 1975, cuja definição dada pela Renault era de "Um carro para gestores e empresários ocupados", o Renault 20 chega em Novembro do mesmo ano, 
As diferenças entre eles estava na oferta de equipamentos e na cabine, enquanto na parte externa o Renault 30 recebia quatro faróis redondos e o  seu irmão Renault 20 era dotado de faróis duplos quadrados.

## Motores
1.6 litros  90 cv e 97 cv gasolina 
2.0 litros 109 cv gasolina
2.1 litros 64 cv diesel
2.1 litros 86 cv turbo diesel
2.2 litros 115 cv gasolina
2.6 litros 128 cv e 131 cv  e 143 cv gasolina
V6 gasolina
1. ↑  «Renault 20 et 30 | Évolutions et caractéristiques | Auto Forever». www.auto-forever.com. Consultado em 25 de julho de 2021
2. ↑  «45 Years of Renault 20 and 30». Secret Classics (em inglês). 21 de julho de 2020. Consultado em 25 de julho de 2021